# 維吉爾 (伊利諾伊州)
維吉爾（英語：Virgil）是位於美國伊利諾伊州凱恩縣的一個村落。

## 地理
維吉爾的座標為41°57′24″N 88°31′43″W / 41.95667°N 88.52861°W，而該地最高點為海拔高度264米（即866英尺）。

## 人口
根據2010年美國人口普查的數據，維吉爾的面積為5.45平方千米，當中陸地面積為5.45平方千米，而水域面積為0.00平方千米。當地共有人口329人，而人口密度為每平方千米60人。